# Orthetrum luzonicum
Orthetrum luzonicum là loài chuồn chuồn trong họ Libellulidae. Loài này được Brauer mô tả khoa học đầu tiên năm 1868.

## Hình ảnh

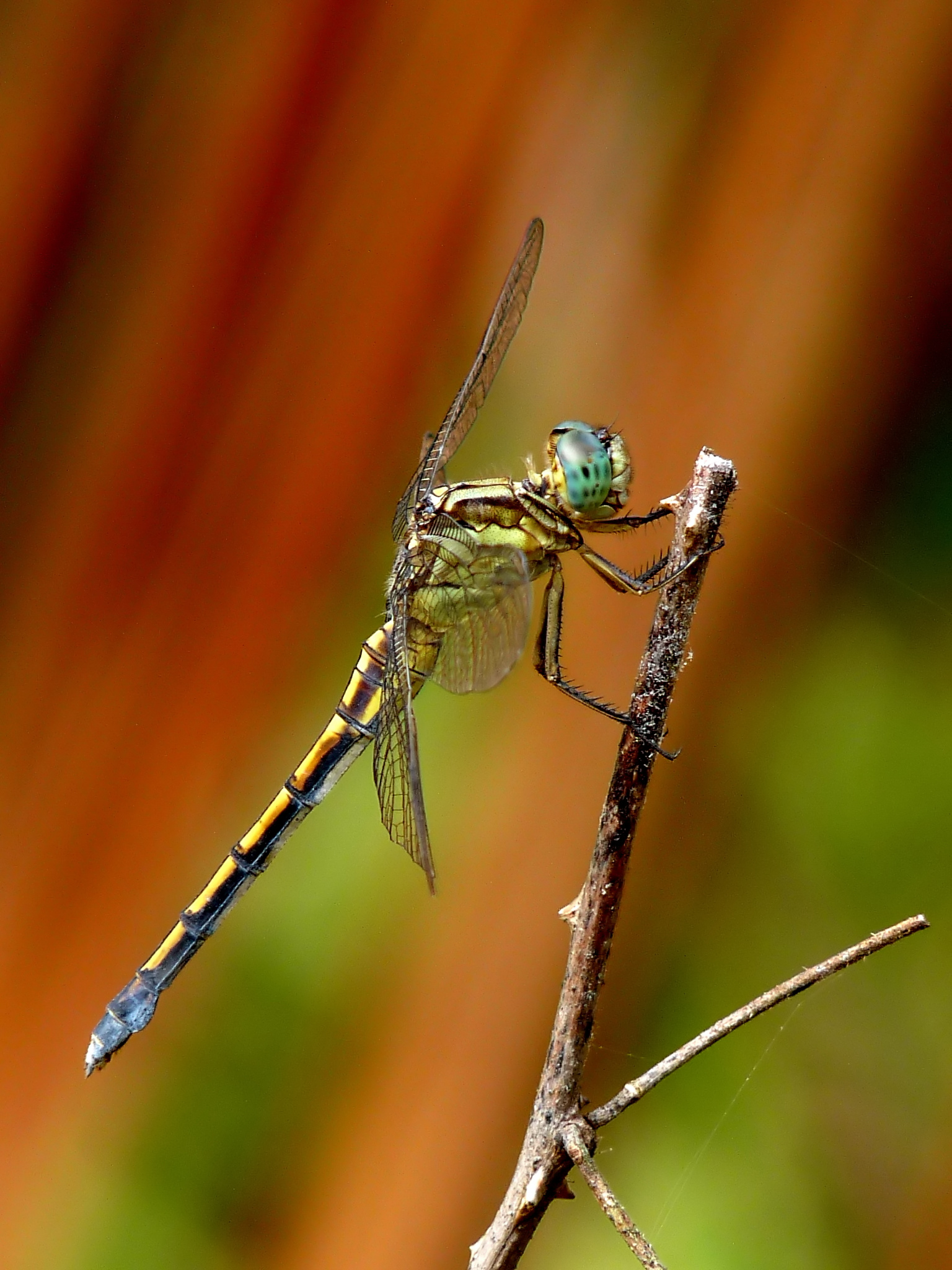
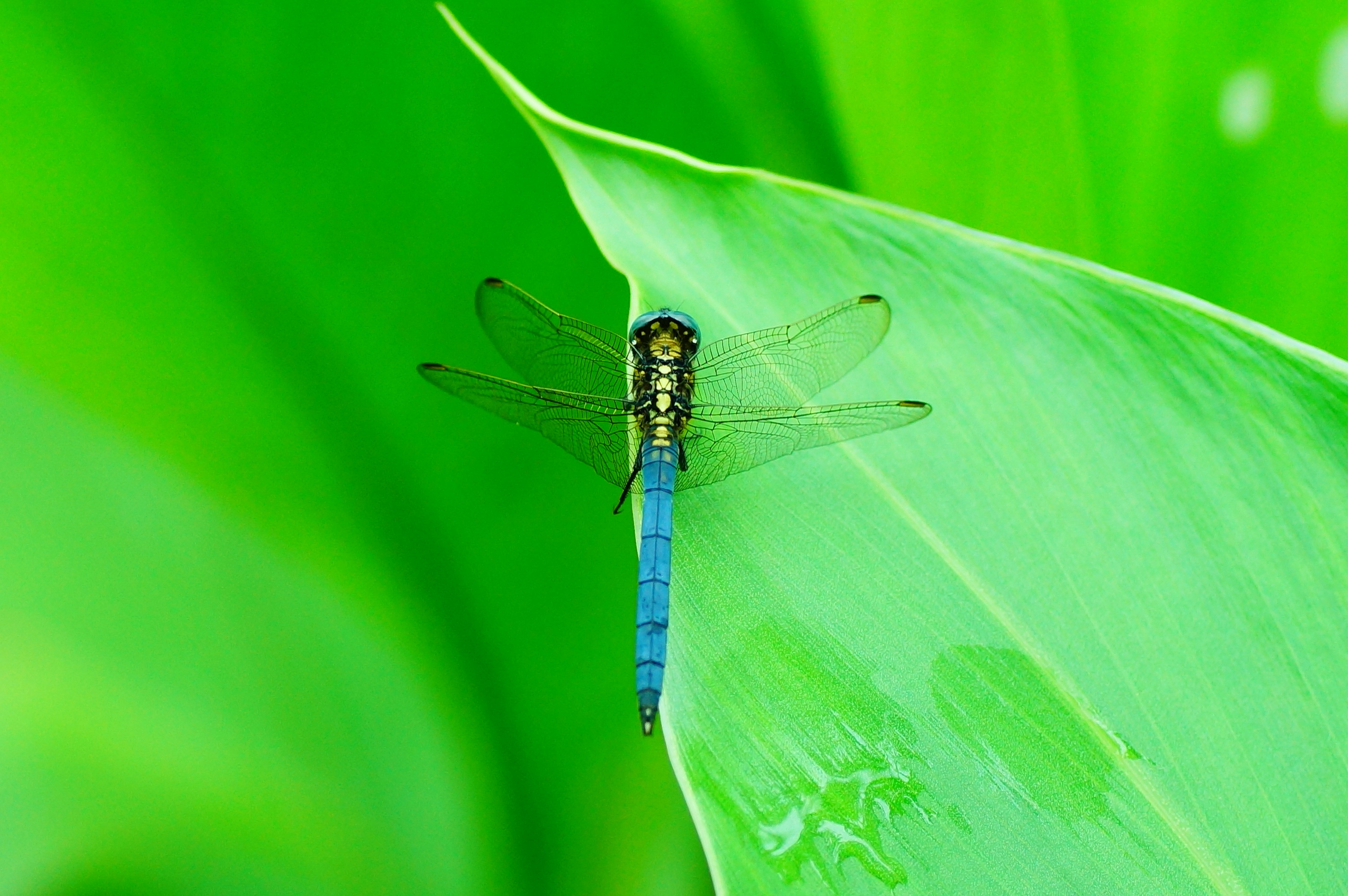
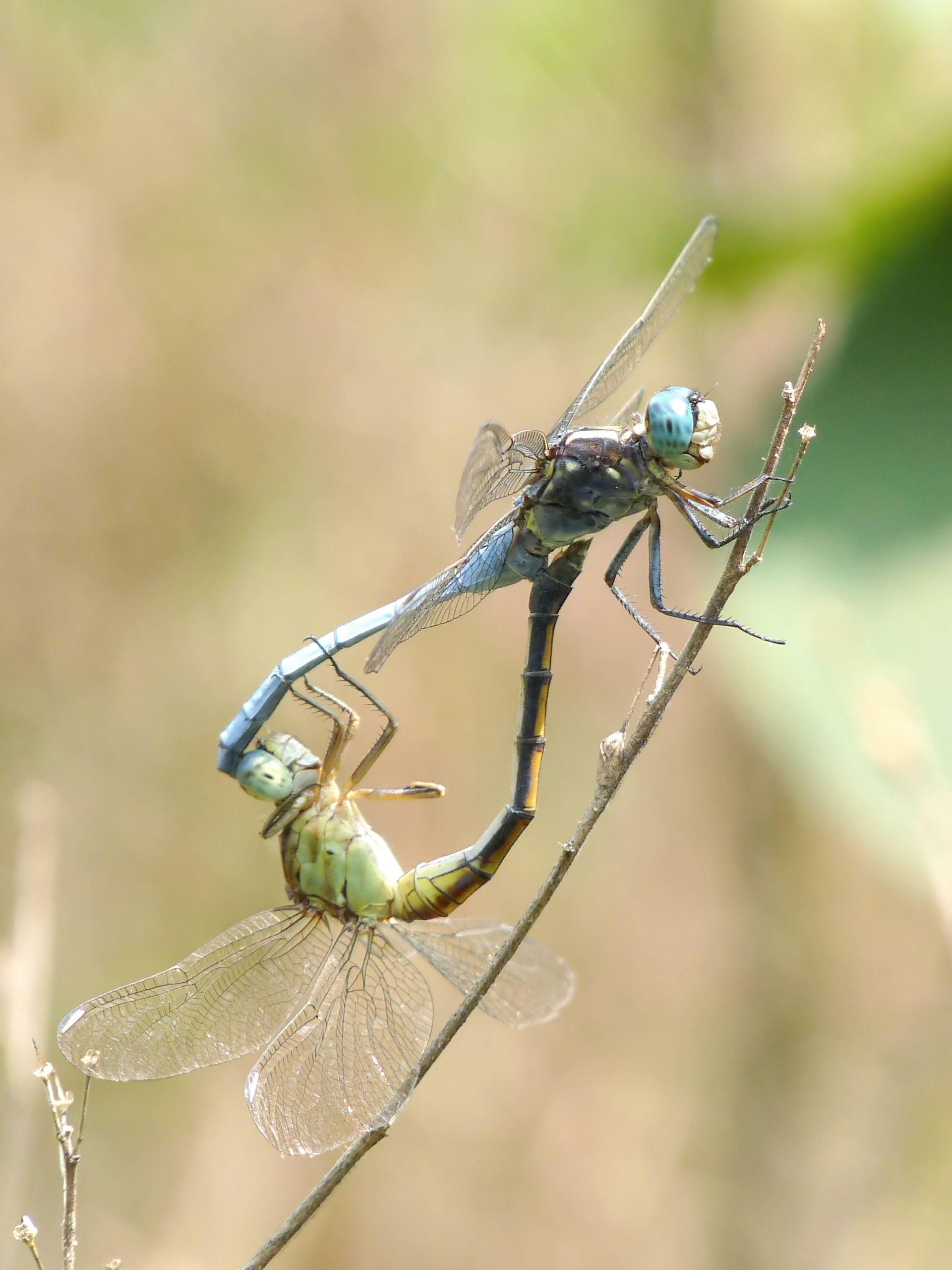
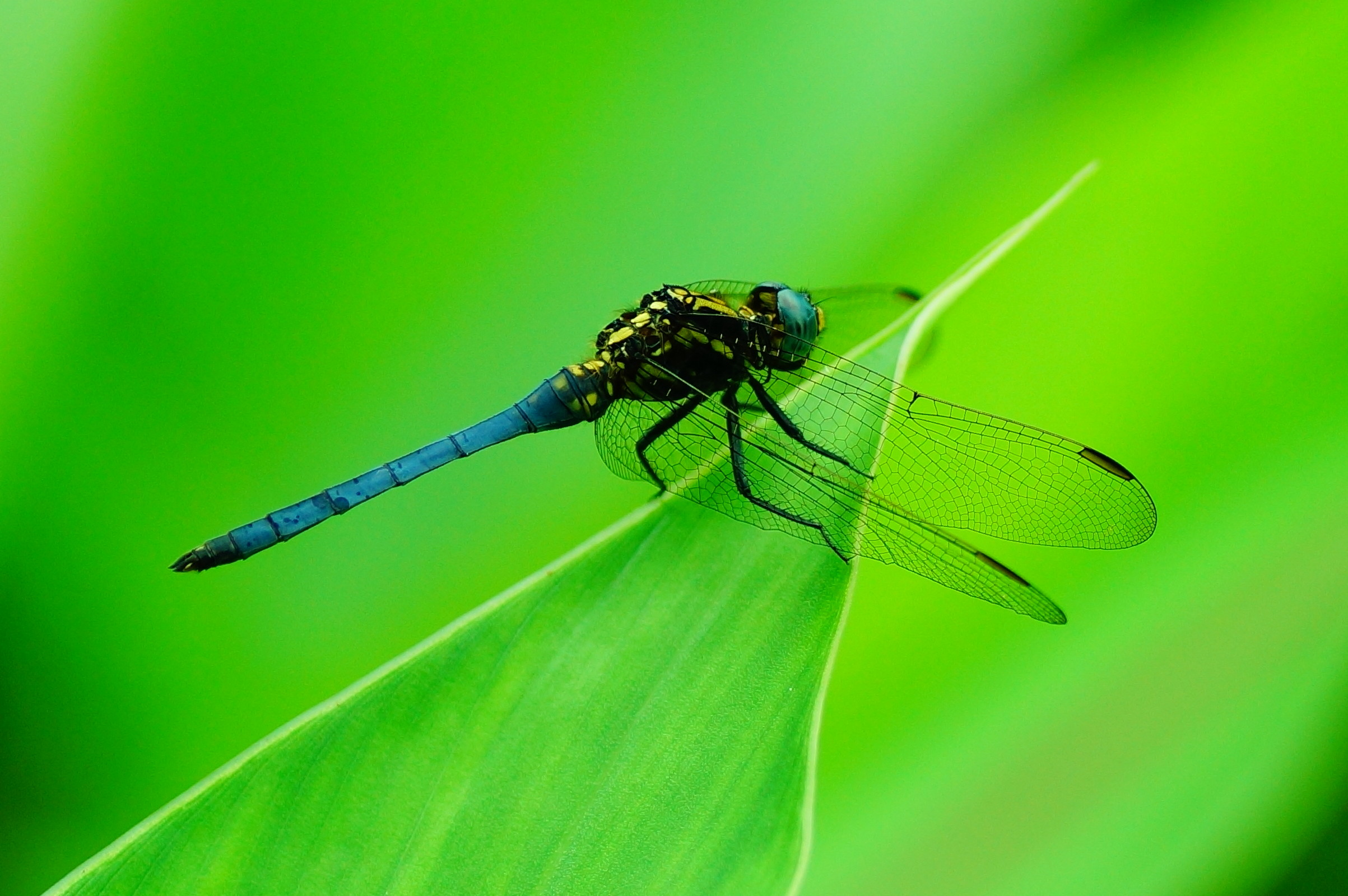